# دبیرستان ایرانشهر
دبیرستان ایرانشهر مربوط به دوره پهلوی است و در یزد، برزن قدیمی گودال مصلی، ابتدای خیابان رجائی واقع شده و این اثر در تاریخ ۴ تیر ۱۳۷۷ با شمارهٔ ثبت ۲۰۴۸ به‌عنوان یکی از آثار ملی ایران به ثبت رسیده‌است.
دبیرستان ایرانشهر یزد نخستین دبیرستانی است که در یزد تأسیس شد.
ساختمان این دبیرستان را سازمان میراث فرهنگی ایران جزء آثار تاریخی به شماره ثبت ۲۰۴۸ ثبت کرده‌است. دبیرستان در خیابان شهید رجایی (خیابان ایرانشهر) قرار دارد.
این دبیرستان یکی از دبیرستان های خاص استان است که داشتن نمره بالا و کسب امتیاز لازم در آزمون ورودی برای ثبت نام در آن لازم است.

## تاریخچه
این دبیرستان در سال تحصیلی ۱۳۰۶–۱۳۰۷ شروع به کار کرد. در ابتدا بخاطر نداشتن بنای مستقل کلاس‌های آن در دبستان دولتی شماره یک یزد برگزار می‌شد. در سال تحصیلی ۱۳۱۱–۱۳۱۲ دبیرستان مستقل شد و اداره آن به سیدمهدی استوار مدیر دبستان دولتی شماره دو واگذار شد و به نام مدرسه دولتی شماره یک نامیده شد.
در سال ۱۳۰۷ زمینی به مساحت نزدیک به ۱۸٬۰۰۰ متر مربع و زیربنای ۶٬۰۰۰ متر مربع برای این دبیرستان در نظر گرفته شد. این زمین بخشی از ملک کاروانسرای نوابی بود که مالک آن، نواب آقا حسین به اداره فرهنگ وقت برای ساخت دبیرستان اهدا کرد. زمین‌های اطراف در آن زمان کاربرد کشاورزی داشتند و بخش شمالی آن گورستانی قدیمی بود. عملیات ساختمانی در ۱۵ فروردین ۱۳۰۵ آغاز گردید و در مهرماه ۱۳۰۵ مراحل گودبرداری و پی‌کنی و در اردیبهشت ماه ۱۳۰۶ پی‌ها آماده شد. نخستین سنگ بنای این ساختمان با حضور علی‌اصغر حکمت وزیر فرهنگ و معارف وقت بنا نهاده شد و در آبان ماه ۱۳۱۰ تمام کارهای ساختمان به پایان رسید. عملیات ساختمانی آن در ۱۳۱۳ پایان یافت. در فروردین آن سال علی‌اصغر حکمت دبیرستان را افتتاح کرد و به نام ایرانشهر نامگذاری شد.
هزینه ساخت این بنا در سال اجرا برابر با هفتصد و شصت هزار ریال معادل هفتاد و شش هزار تومان بوده که از محل اعتبارات دولتی تأمین شده‌است.

## مدیران
سرپرستی دبیرستان تا آذر ماه ۱۳۱۴ با رئیس فرهنگ وقت بود و تا هشت سال رئیس مستقلی نداشت.
از آذر ماه ۱۳۱۴ احمد طاهری به سمت رئیس دبیرستان منصوب و از تهران به یزد اعزام شد.
هم اکنون مدیریت دبیرستان بر عهده آقای جعفرپور می‌باشد.

## معماری
ساختمان این دبیرستان از طاق‌های ضربی و با معماری جمع زیادی از استادکاران یزدی از جمله محمد علی فلاحتی مروست (برادر بزرگ حسینعلی محمودی مهریزی)، علی‌اکبر خرمی (معرف به اکبر آخوند)، حسینعلی محمودی مهریزی، علی‌اکبر گلاب، محمود خوش‌زبان، محمدابراهیم رمضانخانی و طراحی آندره گدار فرانسوی با خشت و گل و آجر ساخته شده‌است.
رواق جلوی کلاس‌ها سایه‌بان و محافظ خوبی در برابر تابش گرم و سوزان خورشید کویر است و جهت جانمایی آن بر این اساس صورت گرفته‌است.
ساختمان بر روی لایه‌هایی از رسوبات ماسه‌ای مستحکم که حاصل آبرفت‌ها و رسوبات دیرینه طبیعی است واقع گردیده‌است.
مصالح کار رفته در این بنا عبارت است از آجر، گچ، آهک، کاشی، کاهگل.
کف حیاط با آجر فرش گردیده‌است. دیوارها آجر چینی و نماسازی و در پای دیوارها قرنیز سنگی است و در لبه رواق‌ها آجرها به صورت هره چیده شده‌است در جان پناه پشت بام از درپوش آجری به ابعاد نظامی ۵۰x۵۰ استفاده شده‌است. در نمای آن بیش از ۱۱٬۰۰۰ متر کاشی رنگی لعابدار کار رفته‌است.
از پنجره‌های باریک و بلند در نماسازی و قوس‌های استوانی در سر در ورودی سالن اجتماعات استفاده شده‌است. قوس‌های تخم مرغی مشخصه معماری عصر ساسانی و قوس‌های خیزدار ویژگی عصر صفوی است که این دو نوع سبک قوس و طاق بندی در دبیرستان ایرانشهر مشهود است.
در زمان تأسیس این دبیرستان در شهر یزد آب لوله‌کشی نبود. اما این دبیرستان آب و سرویس بهداشتی داشته و شیرهای آب خوری و حتی شیرهای آب باغچه‌ها از منبع آب ساخته شده درطبقه دوم تغذیه می‌شد. این منبع آب در یک اتاق امن بوده که به لحاظ بهداشتی و امنیتی دسترسی به آن مشکل بود. آب را از طریق چاه چهل گز و توسط چرخ چاه به منبع می‌رساندند.

## وضع کنونی
دبیرستان ایرانشهر در سه رشته تحصیلی ریاضی-فیزیک، علوم تجربی و انسانی دانش‌آموز می‌پذیردو ۶۱۰ نفر دانش‌آموز دارد. دارای ۳۲ اتاق شامل 16 کلاس درس،پنج اتاق اداری،یک کتابخانه،سالن مطالعه،سه آزمایشگاه عمومی(فیزیک.شیمی.زیست)،دو سالن چند منظوره ،سالن اجتماعات،رصدخانه،سالن آمفی‌تئاتر و یک کارگاه ICDL می‌باشد.
فضاهای ورزشی دبیرستان شامل یک زمین چمن مصنوعی  بزرگ،یک زمین فوتبال کوچک،زمین بسکتبال و زمین والیبال می‌باشد.
از زیر زمین‌ این دبیرستان در سال‌های اخیر به عنوان موزه علوم طبیعی استفاده می‌شود.
ساختمان آزمایشگاه مرکزی و باشگاه بدنسازی جنب آن و همچنین فروشگاه تربیت (جنب سرایداری) متعلق به دبیرستان ایرانشهر می‌باشد.

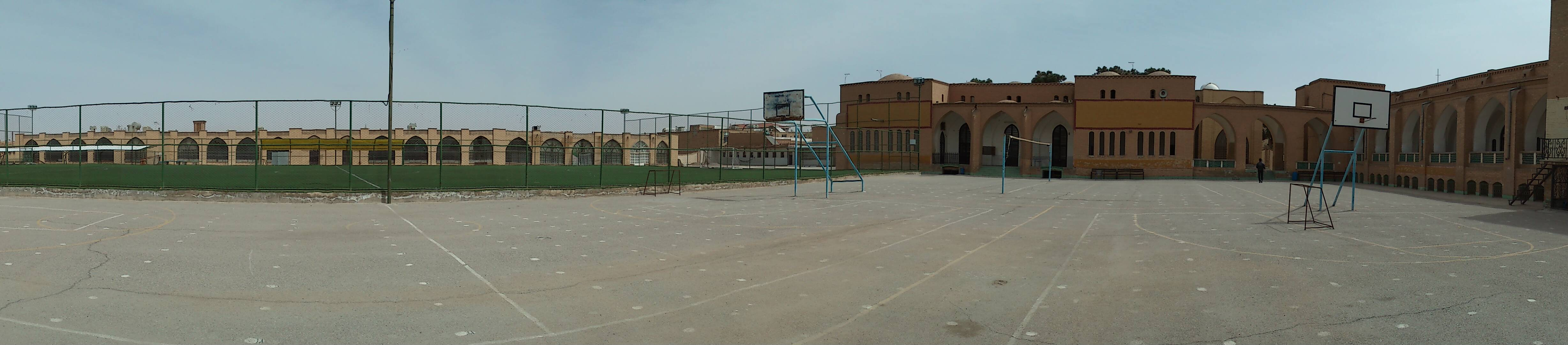
سراسرنمایی از دبیرستان ایرانشهر

## دانش‌آموختگان سرشناس
- ابوالقاسم وافی نماینده خبرگان رهبری
- اقای  نحوی  یزدی  ناظر تمام و دارای اخلاق خوب یزدی و با تربیت دادن به دانش آموزان مدرسه انها را به جایی رسانده است
- احمد نقیب زاده استاد تمام و صاحب نظر علوم سیاسی دانشگاه تهران. دارای بیش از ۲۰ کتاب و مقالات بسیار در این حوزه
- محمدعلی اسلامی ندوشن نویسنده -مترجم شاعر و دارای متجاوز از ۲۸ اثر فرهنگی
- محمدحسین پاپلی یزدی رئیس پژوهشکده دانشکده امیرکبیر و استاد دانشگاه سوربن فرانسه و دارای چندین تخصص
- ابوالقاسم قلم سیاه پدر فیزیک نوین ایران
- محمد کریم پیرنیا معمار، محقق، نویسنده، نظریه‌پرداز معماری و استاد دانشگاه
- حاجب مرتاض
- جلال مجیبیان
- محمد حسین سلطان زاده
- حبیب الله فلاحتی مروست
- حسین فلاحتی مروست
- محمد جلال عباسی شوازی، جمعیت‌شناس  و استاد تمام گروه جمعیت‌شناسی دانشگاه تهران
- رضا امیری هرمزکی وکیل پایه یک دادگستری و رتبه برتر در آزمون وکالت
- مهندس محمد علی جعفرزاده مدیر فولادسازی کارخانه فولاد یزد